# Copaifera panamensis
Copaifera panamensis é uma espécie de legume da família Leguminosae.
Apenas pode ser encontrada no Panamá.
Esta espécie está ameaçada por perda de habitat.